# 阳明公园站
阳明公园站位于中华人民共和国江西省南昌市东湖区阳明路与马家池街交叉口地下，是南昌地铁2号线的地铁车站，车站于2019年6月30日启用。

## 车站结构
站厅在地下一层，站台在地下二层为岛式站台。

### 楼层
| 1层  | 地面               | 出入口                         |  |  |
| -1层 | 站厅               | 自动售票机、客服中心           |  |  |
| -2层 |                    | █ 2号线 往南路（红谷中大道）   |  |  |
|      | 岛式站台，左侧开门 |                                |  |  |
|      |                    | █ 2号线 往南昌东站（青山路口） |  |  |

### 出入口
本站共开放3个出入口，预留2个出入口。
| 编号                   | 指示       | 图片 | 建议前往的目的地                           |
| ---------------------- | ---------- | ---- | ------------------------------------------ |
| 出口 · 1L              | 阳明路南侧 |      | 马家池街、阳明公园                         |
| 出口 · 2L · 升降机标志 | 阳明路北侧 |      | 豫章路省委大院、一经路                     |
| 出口 · 3L              | 阳明路北侧 |      | 豫章路、豫章壹号文化科技园、南昌市第十中学 |
| 註： 設有              |            |      |                                            |

## 历史

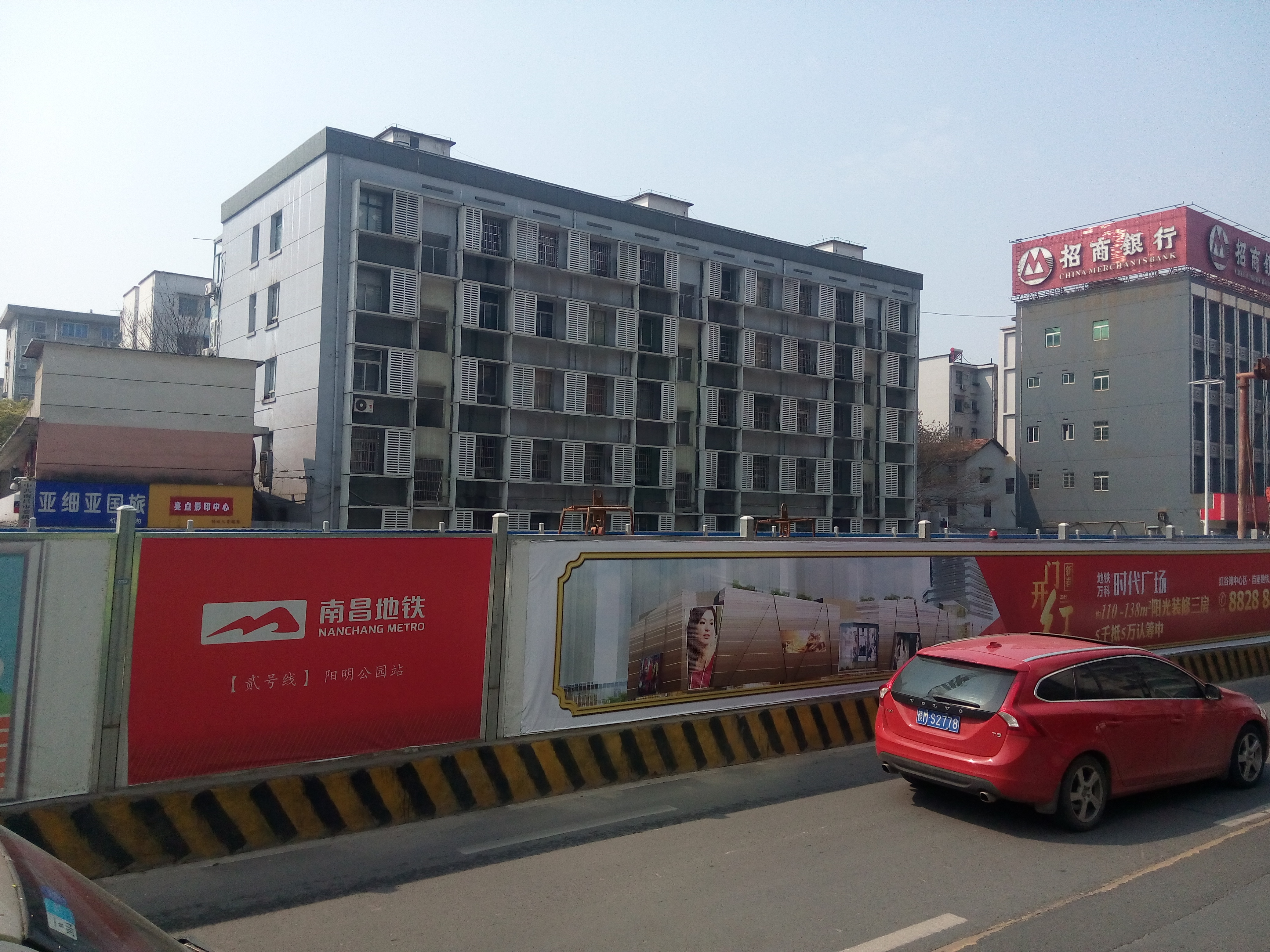
车站工地（2015年3月

- 2010年4月8日南昌市轨道交通二号线一期工程环境影响评价第二次公示，公布了《南昌市轨道交通二号线一期工程环境影响报告书（简本）》文件中本站名为阳明路站[4][5]。
- 2011年12月14日2号线一期21个站名公示时本站名为阳明公园站，位于阳明路与象山北路十字路口东侧一经路口[1]。
- 2012年2月9日2号线站名确认，本站名为没有做任何变动[6]。